# Alenka Smerkolj
Alenka Smerkolj (ur. 15 grudnia 1963 w Lublanie) – słoweńska polityk, menedżer i nauczycielka akademicka, w latach 2014–2018 minister bez teki ds. rozwoju, projektów strategicznych i spójności, w 2016 p.o. ministra finansów.

## Życiorys
W 1987 ukończyła studia z literatury francuskiej i hiszpańskiej na Uniwersytecie Lublańskim, pracowała jako wykładowczyni języka francuskiego i hiszpańskiego na tej uczelni. Od 1988 przez ponad 25 lat pracowała w największej krajowej grupie finansowej Nova Ljubljanska banka, gdzie była m.in. dyrektorem ds. rynków finansowych i zastępczynią prezesa. Działała w słoweńskim zrzeszeniu banków.
Od października 2014 była sekretarzem stanu w biurze premiera Mira Cerara. 19 listopada tegoż roku dołączyła do jego gabinetu jako minister bez teki ds. rozwoju, projektów strategicznych i spójności (z rekomendacji partii premiera), zastępując Violetę Bulc. Od lipca do września 2016 dodatkowo tymczasowo kierowała resortem finansów. Zakończyła pełnienie funkcji ministra wraz z całym gabinetem we wrześniu 2018. W 2019 jako sekretarz generalny stanęła na czele stałego sekretariatu Konwencji Alpejskiej, porozumienia na rzecz zrównoważonego rozwoju regionu Alp.